# Solentiname
Solentiname, Archipiélago de Solentiname – archipelag 36 wysp i wysepek o powierzchni około 40 km² położonych na południowym krańcu Nikaragui, w południowo-zachodniej części jeziora Nikaragua w odległości około 14 km od San Carlos w departamencie Rio San Juan. Cztery z wysp archipelagu są stale zamieszkiwane, ich populacja wynosi około 1000 mieszkańców, głównie to rybacy, rolnicy oraz przebywający tu artyści. Wyspy Solentiname zostały uznane za obszar chroniony (monumento nacional).

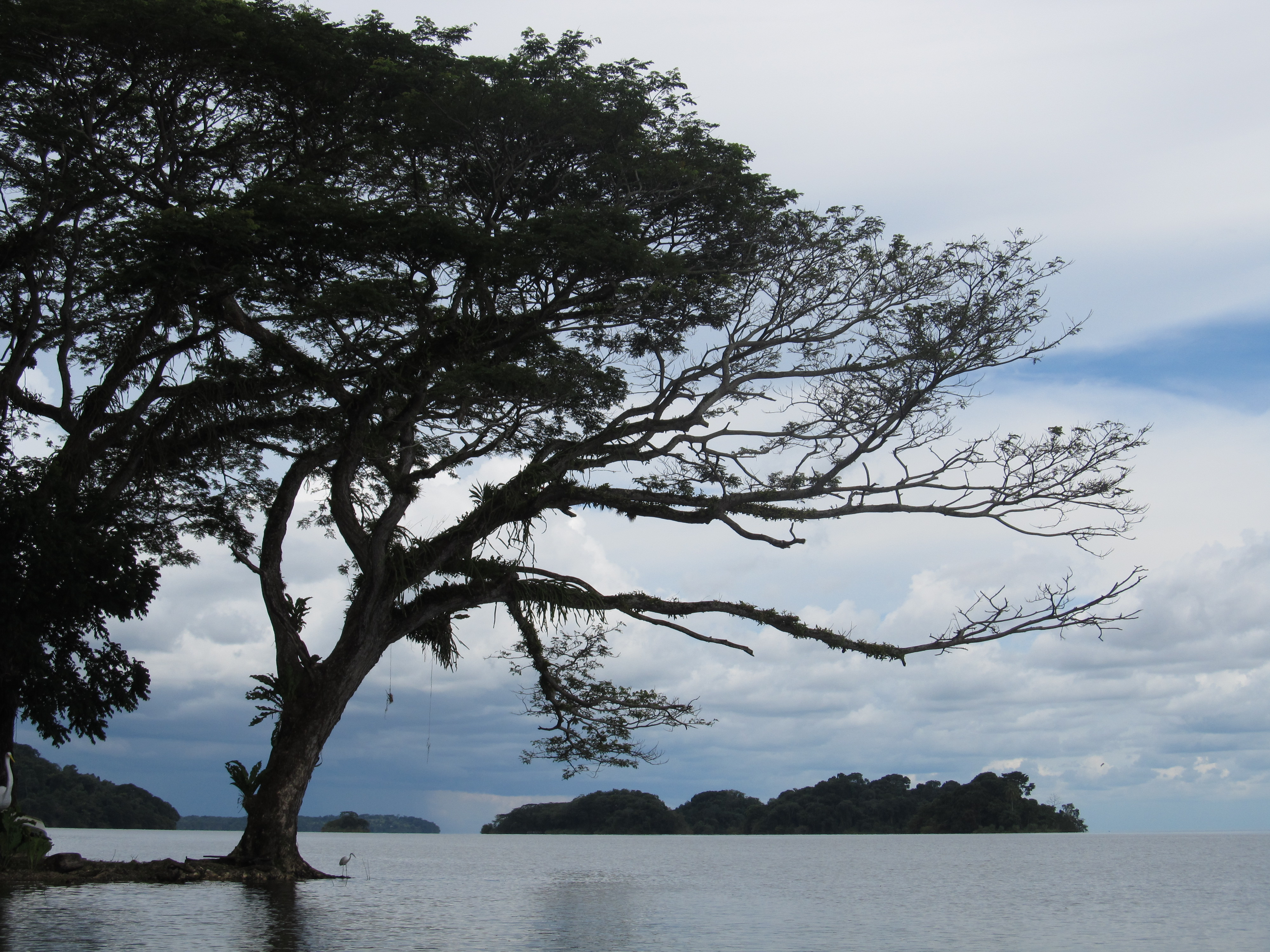
Widok na archipelag

W skład archipelagu wchodzą cztery większe wyspy Mancarroncito (11°10′37.06″N, 85°03′38.09″W), Mancarrón (11°10′53.00″N 85°01′43.36″W), San Fernando (11°10′45.73″N, 84°58′35.18″W) i La Venada (11°08′58.49″N, 84°56′27.78″W) oraz kilkanaście mniejszych wysepek. Wyspy zbudowane są z trzeciorzędowych skał wulkanicznych i wraz z jeziorem są częścią rowu tektonicznego. Najwyższy punkt archipelagu znajduje się na Mancarrón na wysokości 257 m n.p.m.

## Historia
W jaskini na terenie wyspy La Venada można zaobserwować bardzo wyraźne petroglify z czasów prekolumbijskich.
Około 1965 na wyspach archipelagu Ernesto Cardenal założył komunę artystyczną spędzając tam 12 lat (1965-1977). Wcześniej związał się z partią sandinistów, którzy dążyli do obalenia rządów dyktatora Anastasio Somozy. W 1977 Gwardia Narodowa zniszczyła założoną przez Cardenala kolonię na archipelagu, a on sam zbiegł do Kostaryki.
Wyspy swoim klimatem przyciągają artystów i rzemieślników, którzy mają na nich swoje warsztaty. W celu ratowania archeologicznego, artystycznego i przyrodniczego znaczenia wysp oraz promowania archipelagu w 2000 powstała fundacja pod nazwą Fundación Museo Archipiélago de Solentiname.

## Fauna i flora
Występujące tu na dużych powierzchniach tereny podmokłe są siedliskiem wielu gatunków ptaków (czaple, papugi i tukany), gadów, ssaków, ryb (46 gatunków) oraz wielu gatunków owadów. Z ryb można wymienić takie jak: pielęgnica managuańska, tilapie czy ryby piłokształtne. Z owadów można wyszczególnić pluskwiaki równoskrzydłe, prostoskrzydłe, chrząszcze (w tym: Acanthinus ornatus, Cerotoma ruficornis), motyle (w tym Dynamine mylitta, Mechanitis polymnia), muchówki.
Roślinność składa się z lasów tropikalnych. Roczna suma opadów wynosi około 1700 mm, z czego najwięcej w okresie od maja do grudnia. Średnia roczna temperatura wynosi 26 °C.